# Wollebrant Geleyns de Jongh

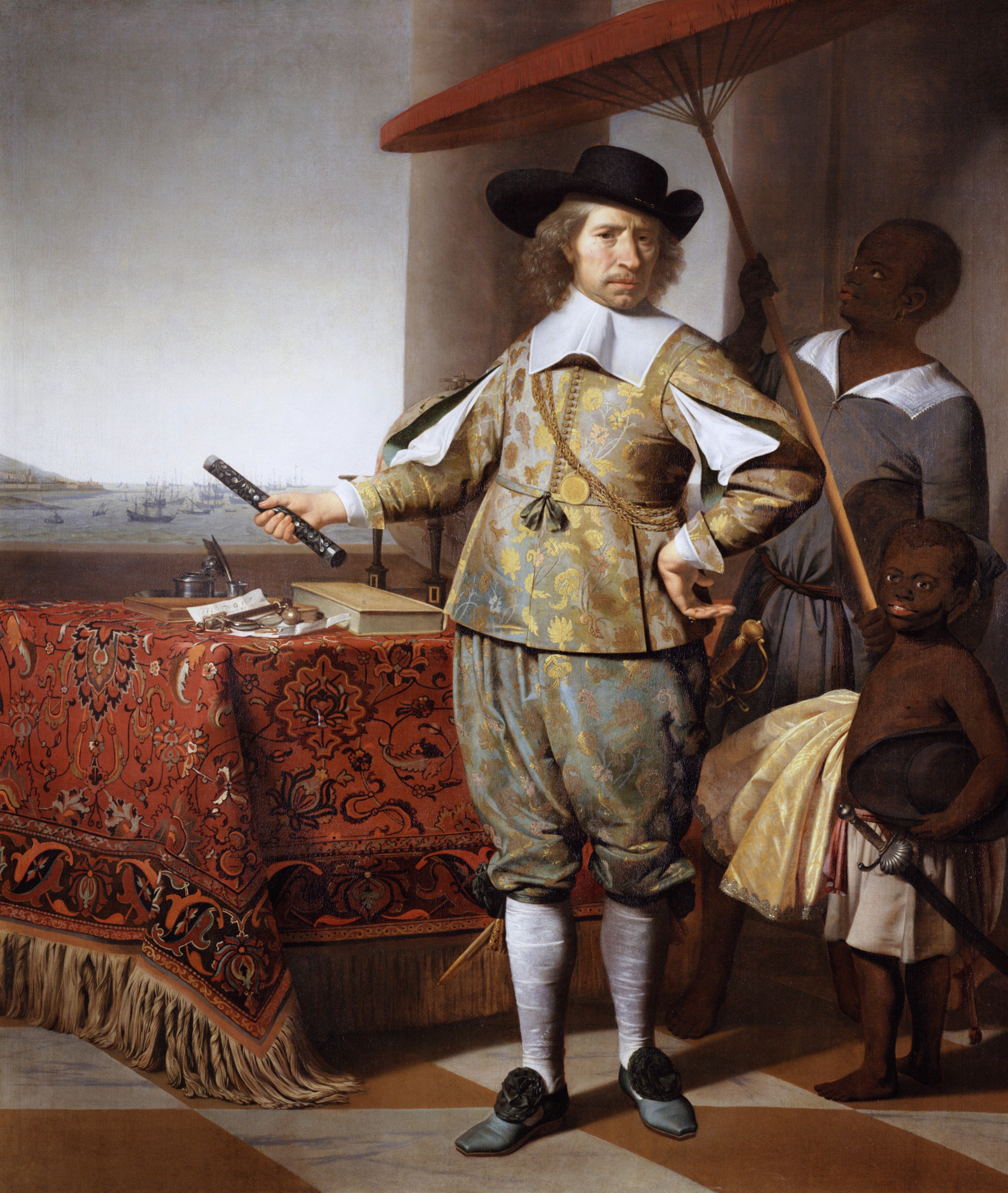
Wollebrand Geleynssen de Jongh voor de retourvloot van 1648.

Wollebrant Geleyns de Jongh, (Alkmaar, 8 januari 1594 - Alkmaar, 28 januari 1674) (ook wel Wollebrant Geleyns de Jonge of Wollebrant Geleynsen de Jonge) was een Nederlands handelaar die in 1640 directeur werd van de handelspost te Gamron van de Vereenigde Oostindische Compagnie. Hij werd de vierde directeur van deze handelspost, het hoofdkantoor van de VOC in Perzië.
Hij was de middelste zoon van Geleyn Jansz. en Jannetgen Jans. Zijn oudere broer heette Jan Geleynsz, zijn jongere broer was Jochum Geleynsz. Hun ouders stierven toen de jongens nog niet volwassen waren, waarna zij als wezen door hun voogden op 11 december 1611 in de bescherming van de weesmeesters van Alkmaar werden gesteld. Kort daarna vonden Wollebrant en Jan werk bij de Vereenigde Oostindische Compagnie (VOC). Daar maakte Wollebrant snel carrière. In 1613 vertrok hij als assistent-koopman naar Banda, in 1618 als koopman naar Halmahera in de Molukken. Eind 1621 keerde hij terug naar Alkmaar, om in januari 1623 opnieuw naar de Oost te gaan.

## Bharuch

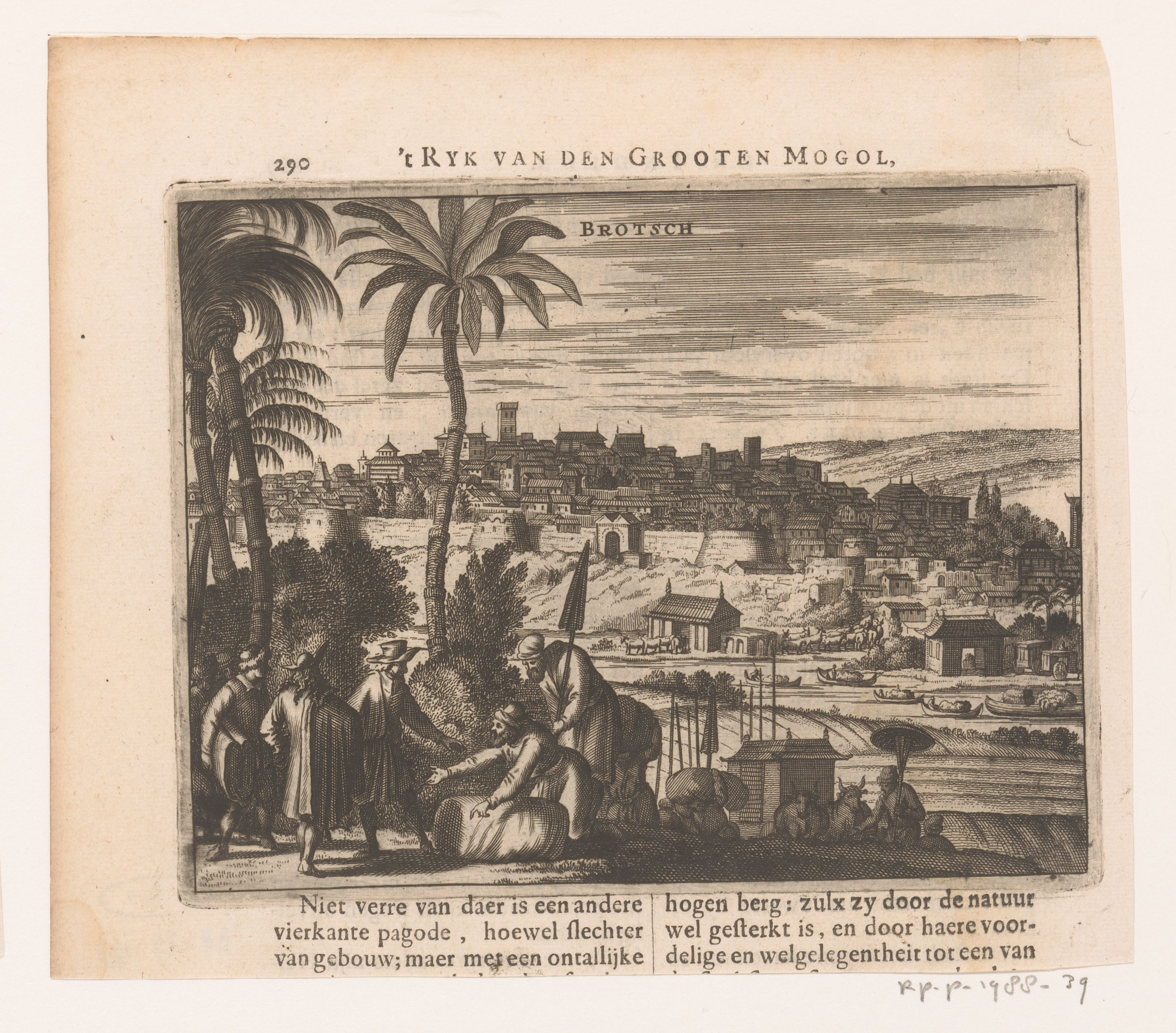
Gezicht op de stad Bharuch.

In oktober arriveerde hij in Suratte, het hoofdkantoor van de VOC in Noordwest-India. Hij werd door de directeur Pieter van den Broecke in het landinwaarts gelegen Burhanpur geplaatst, waar hij zich bezig hield met de verkoop van specerijen. Wegens gebrek aan rendabiliteit hief Van den Broecke dit kantoor in oktober 1624 op. Geleyns de Jongh plaatste hij over naar Bharuch (Brootchia), en bevorderde hem tot opperkoopman. Tot eind 1631 hield hij zich daar samen met drie assistenten en een twaalftal lokale medewerkers bezig met de inkoop van katoenen stoffen, ook wel lijnwaden genoemd. Op verzoek van Van den Broecke schreef hij er een remonstrantie, een verhandeling over de economische, politieke, sociale en culturele omstandigheden in Gujarat, met in het bijzonder aandacht voor de Hindoe en Parsi kooplieden. Hij maakte er ook de grote hongersnood en epidemieën van 1630-1631 mee, veroorzaakt door een afwijkende moesson. De ramp kostte velen in de regio het leven, ook VOC-kooplieden zoals Van den Broeckes opvolger Jan van Hasel. Ook Geleyns werd ziek. Sterk verzwakt door koorts ging hij met zijn staf eind november 1631 terug naar Suratte. Daar ging hij aan boord van een vloot van Philip Lucasz uit Batavia die op weg was naar Gamron. Van daar keerde hij met twee rijk beladen schepen van Lucasz' vloot, de 's-Gravenhage en de Vere, terug naar de Republiek. Van mei 1633 tot december 1634 verbleef hij weer in Alkmaar. Toen vertrok hij voor de derde keer naar de Oost.

## Borneo
Als commandeur van acht schepen voer hij op de Amsterdam naar Batavia, waar hij op 14 juni 1635 aankwam. Daar was hij vervolgens vier maanden lid van de Raad van Justitie. Hij vond dat een lastige baan en wilde graag weer naar een handelskantoor in Gujarat. Het was echter bekend dat daar door de medewerkers veel privéhandel werd gedreven, wat de VOC niet toestond. De gouverneur-generaal Hendrik Brouwer stuurde er liever geen oudgediende naar toe, die het klappen van de zweep kende, en plaatste hem in Martapura op Borneo. Hier werd peper ingekocht. Geleyns sloot met de plaatselijke pangeran een nieuw contract waarin bepaald werd dat hij zijn peper alleen aan de VOC zou leveren in ruil voor bescherming tegen Javanen, Makassaren, Boetonners en hun 'adhaerenten'. Hoewel het hem in Martapura wel goed beviel zond Brouwers opvolger Antonio van Diemen hem na acht maanden alsnog naar Gujarat, juist vanwege zijn ervaring. Hij werd daar secunde (tweede man) onder de directeur Barent Pietersz. Grootenbrouck, en opperhoofd van het kantoor in Agra.

## Agra

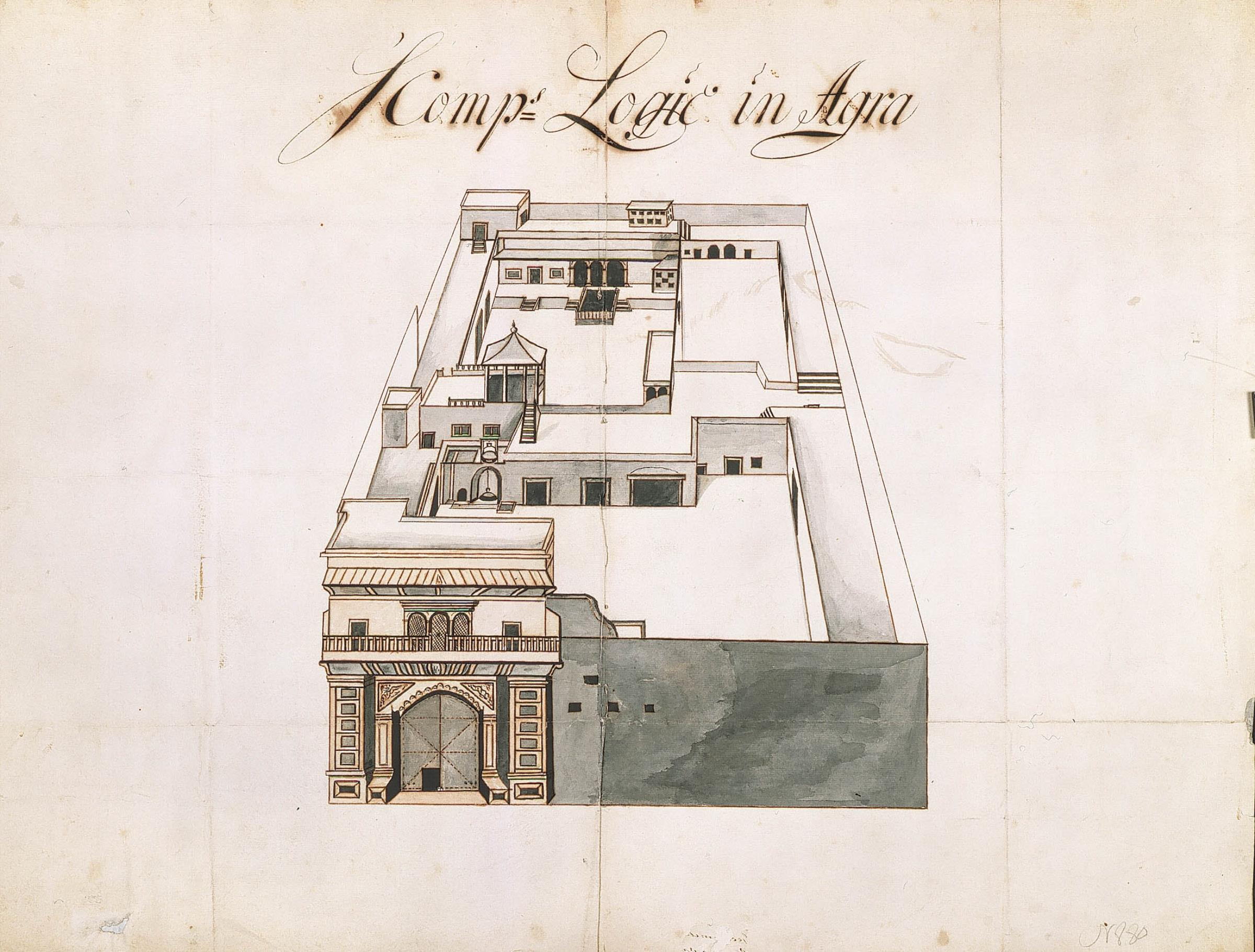
De factorij in Agra.

Op 12 maart 1637 arriveerde hij met twee onderkooplieden en vier assistenten per karavaan vanuit Suratte in Agra, en na eerst hersteld te zijn van een ernstige ziekte nam hij de inkoop van katoenen stoffen en indigo ter hand. De productie en handel hadden zwaar te leiden gehad van de hongersnood maar begonnen weer op gang te komen. In ieder geval kon Pietersz rapporteren dat met de komst van Wollebrant Geleynsen de 'poeyer des indigos' door de leveranciers niet langer 'met zant off assche verswaert ende gemengelt' zou worden. Een andere taak van Geleyns was het onderhouden van de contacten met het hof van de Mogolkeizer Sjah Jahan dat in Agra gevestigd was. De contacten waren vooral gericht op het verkrijgen van firmans voor de handel en het oplossen van handelsproblemen. In 1638 verwierf hij drie firmans. Voor de handel in Bengalen in het algemeen, en Hoogly en Pipeli (Baliapal) in het bijzonder.
Geleyns moest het in Agra doen zonder overdracht van kennis van zijn voorgangers, want de gehele vorige staf was enkele maanden tevoren op verdenking van fraude teruggeroepen naar Batavia. De factorij bevond zich buiten de stad, niet ver van de Yamuna rivier, in een gebouw dat eigendom was van de VOC. Hier werden ook in eigen beheer katoenen stoffen gebleekt en geverfd. Geleyns stuurde vanuit Agra gemiddeld zes karavanen per jaar naar Suratte, met ieder 50 of 60 ossenkarren geladen met katoenen stoffen en indigo. De karavanen werden door vele tientallen ingehuurde soldaten beschermd tegen rovers. In Geleyns' periode in Agra kocht de VOC in Mughal-India gemiddeld zo’n 300.000 stuks katoenen stoffen per jaar. Ze werden verkocht in Perzië en Arabië en, via Batavia, in de Molukken, Taiwan, Malakka en veel andere markten in Azië. De totale waarde van de export uit Suratte schommelde tussen de 750.000 en 1.400.000 gulden per jaar. Er werd betaald met goud, zilver en het geld verdiend met de verkoop van specerijen.

## Perzië

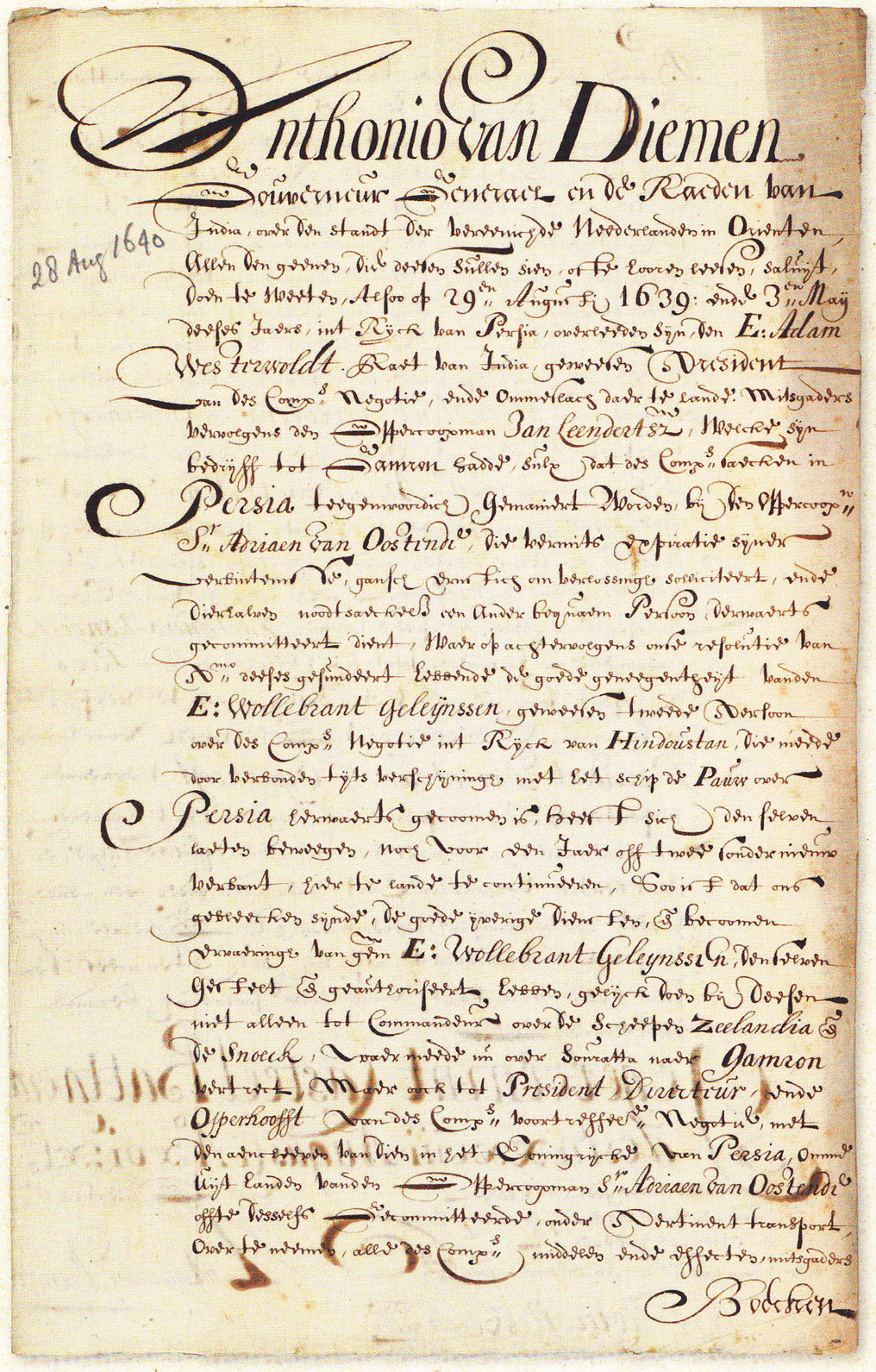
Wollebrant Geleyns' aanstelling als directeur van Perzië in 1640.

In 1640 liep zijn contract af, maar nadat een huwelijk in de Republiek waar hij op gehoopt had niet doorging besloot hij langer in Azië te blijven. Terug in Batavia werd hij toen benoemd tot directeur van de handel in Perzië, het huidige Iran, als opvolger van de daar overleden Adam Westerwoldt. In Perzië werden specerijen verkocht voor zilver, waarmee ruwe zijde werd ingekocht. Dat mocht niet op de vrije markt maar moest aan het hof in Isfahan gebeuren bij een koopman van de sjah, de oudgediende Moelaym Beg.
Onderweg naar Perzië nam Geleyns met de schepen de Nieuw Zeelandia en de Snoeck deel aan de vijfde blokkadevloot van het Portugese Goa. In december bij het VOC-hoofdkantoor in de havenstad Gamron aangekomen ging hij in juni 1641 met geschenken naar het hof van sjah Safi in Isfahan, met de instructie van Batavia om de prijs van zijde omlaag te krijgen en zeker te stellen dat niet meer zijde van de sjah gekocht hoefde te worden dan betaald kon worden uit de verkoopopbrengst van de specerijen. Hij werd aan het hof goed ontvangen, maar de sjah willigde de eisen niet in. Ook verdere besprekingen aan het hof brachten daar geen verandering in, zodat Geleyns de Perzen waarschuwde dat zonder betere handelsvoorwaarden de VOC uit Perzië zou vertrekken, of anders als drukmiddel met enkele schepen de haven van Gamron zou blokkeren. Op 11 mei 1642 stierf Safi en werd opgevolgd door zijn minderjarige zoon Abbas II, maar dat veranderde niets aan de opstelling van het hof. De Heren XVII suggereerden om voortaan zijde in China te gaan kopen.

## Gevangen in Goa

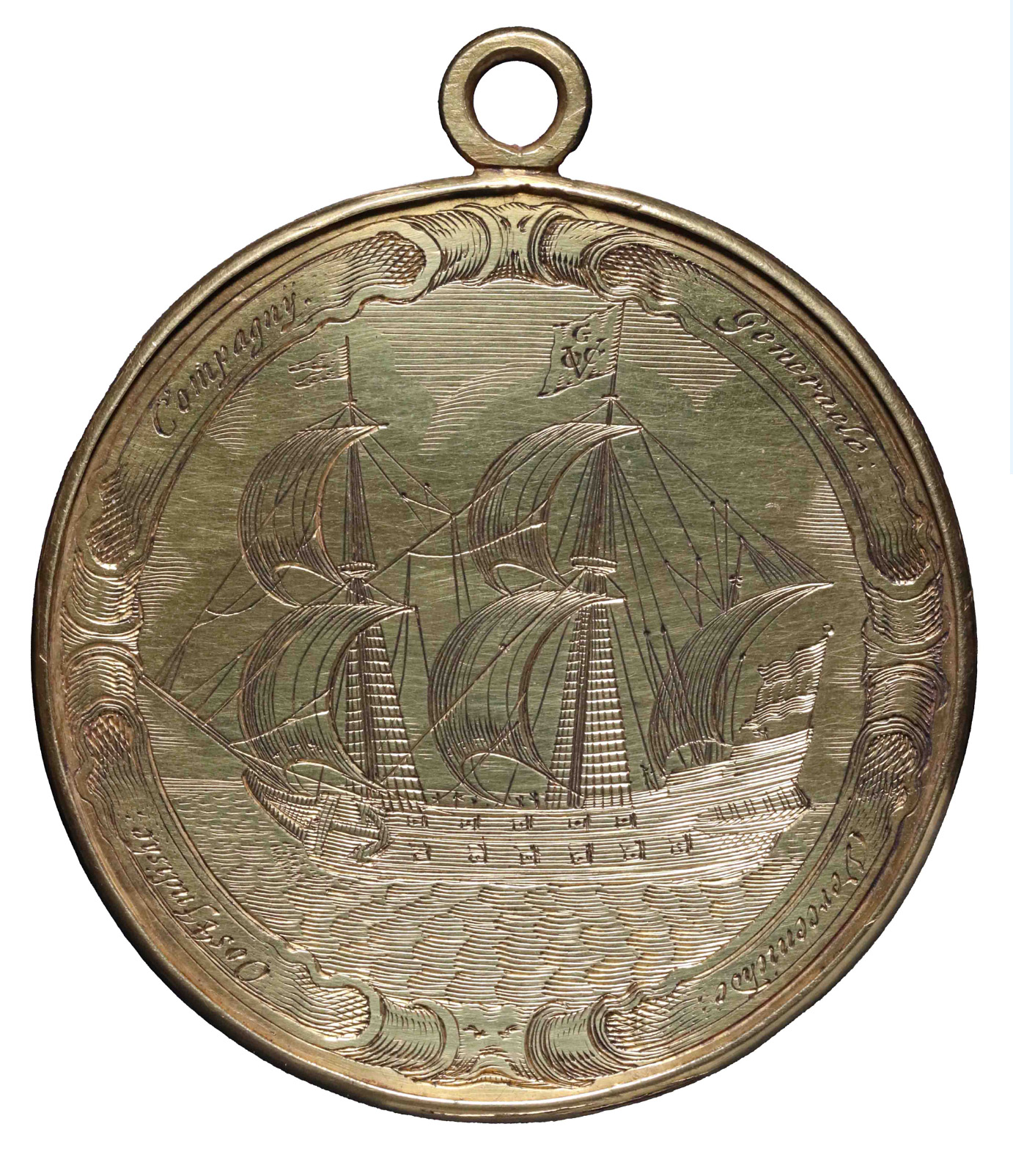
VOC-erepenning van Wollebrant Geleinsz. de Jonge.

In Gamron raakte Geleyns in een conflict verzeild met de plaatselijke gouverneur, waarna hij hardhandig gearresteerd werd en korte tijd in gevangenschap doorbracht voordat de zaak vanuit Isfahan gesust werd. In maart 1643 werd hij vervangen door Karel Constant, en vertrok hij met de schepen Pauw en Hazewind en een lading zijde ter waarde van 400.000 gulden naar Batavia. Onderweg moest hij door een storm de haven van Goa binnenlopen. Hij dacht dat de wapenstilstand tussen de Republiek en Portugal al was ingegaan, maar dat bleek niet het geval. De lading zijde werd in beslag genomen en Geleyns en zijn bemanning zaten van juni tot december gevangen in Goa. De Hazewind was doorgezeild. Na zijn vrijlating bracht hij nog drie maanden door in de VOC-loge in Vengurla. Eenmaal terug in Batavia stelde de Raad van Indië een grondig onderzoek in naar zijn handelwijze, maar uiteindelijk werd hij vrijgesproken.

## Opnieuw Perzië

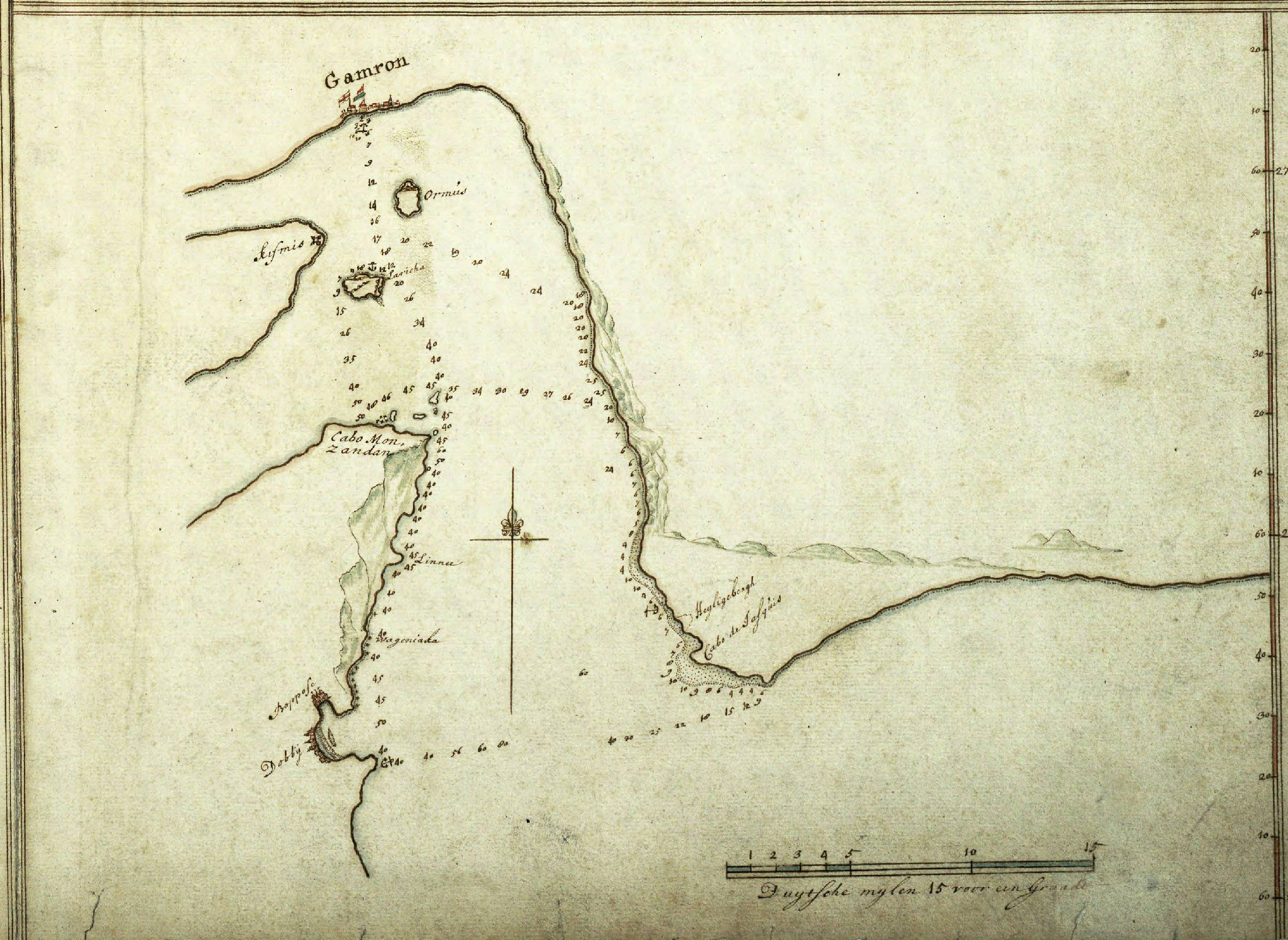
Kaart van Gamron (Bandar Abbas), Ormuz, en een stukje van het eiland Qeshm in de Perzische Golf.

In juli 1644 ging hij voor de tweede maal naar Perzië met de vloot van Claes Cornelisz. Blocq, die in het kader van het handelsconflict het eiland Qeshm moest bezetten en Gamron blokkeren. Geleyns moest Constant vervangen en na verkoop van de lading van zijn schepen de factorij eventueel geheel opheffen. Onderweg nam Blocq, met Geleyns als schout-bij-nacht, deel aan de negende blokkadevloot van Goa onder bevel van Joan Maetsuycker. De wapenstilstand werd in Azië door beide partijen grotendeels genegeerd. Blocq had pas in juli 1644 zijn vloot gereed bij Qeshm, maar de verovering ervan mislukte. De blokkade van Gamron had wel het gewenste effect: de verplichte aanschaf van zijde werd voorlopig niet meer gehandhaafd, ondanks dat Blocq in augustus 1645 op bezoek in Isfahan aan een ziekte overleed zonder een contract te hebben kunnen tekenen. Geleyns was van mei 1645 tot mei 1647 weer directeur van Perzië. De opbrengst in zilver van de verkoop van specerijen verzond hij voortaan direct naar Suratte, terwijl het hof de export van zilver uit Perzië altijd had verboden.

## Retourvloot

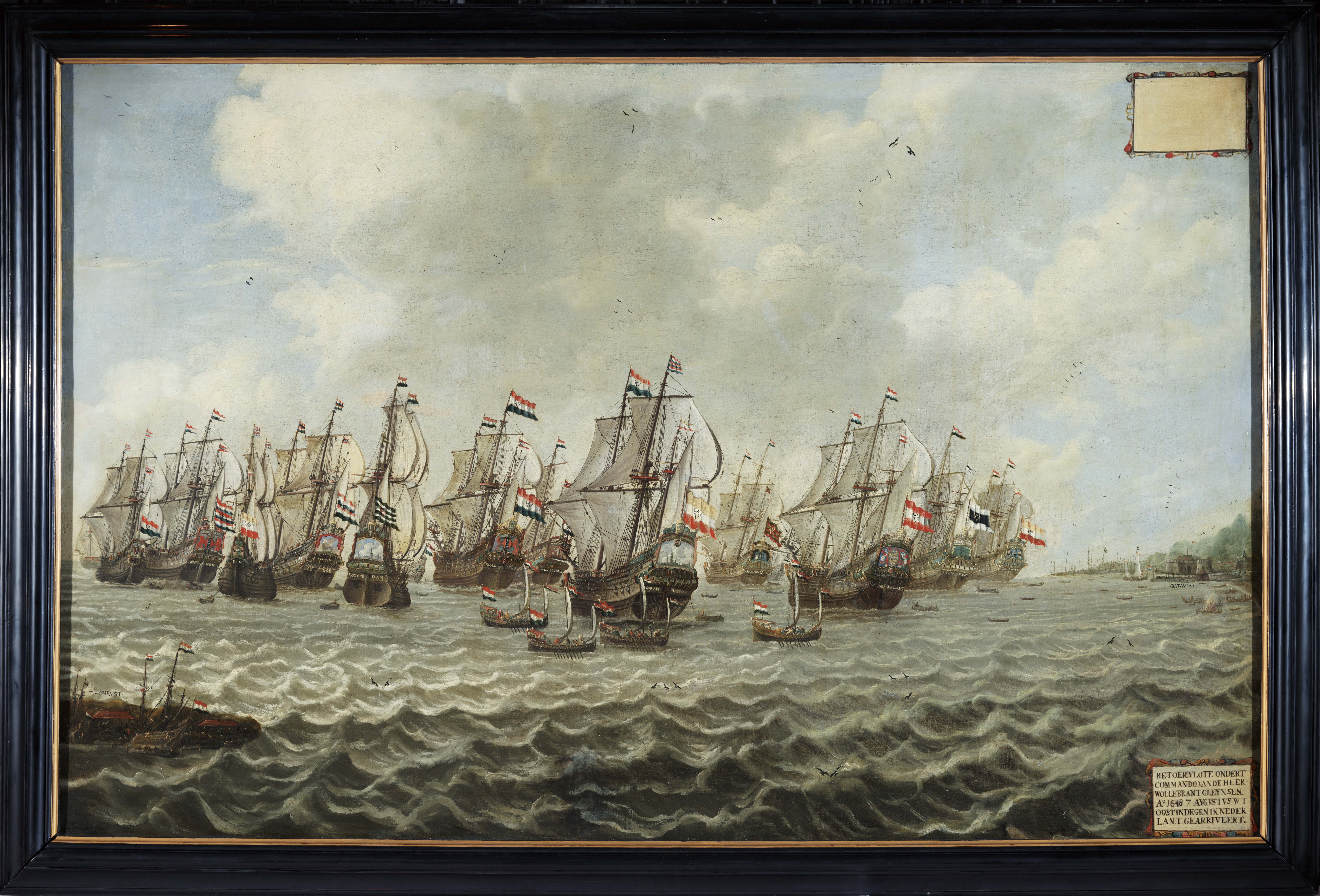
De retourvloot van 1648 voor Batavia.

In oktober 1647 was Geleyns weer terug in Batavia en werd daar op 26 november benoemd tot extra-ordinaris lid van de Raad van Indië. Korte tijd nam hij deel aan de vergaderingen onder zijn vriend en stadgenoot de gouverneur-generaal Cornelis van der Lijn. Op 4 januari 1648 vertrok hij op de Walvisch als commandeur van een retourvloot van twaalf schepen naar Nederland. Met de vloot mee voer ook het ex-opperhoofd van de factorij in Tonkin en toekomstig stichter van de Kaapkolonie Jan van Riebeeck (op het schip de Koninck van Polen). Tijdens een stop van 18 dagen aan de Kaap de Goede Hoop kwam de bemanning van de in de Tafelbaai gestrande Haerlem aan boord van de vloot. Zij hadden er een jaar lang met gemak overleefd en in de duinen een fortje gebouwd met de naam Vastigheyt Zandenborch. Vermoedelijk begon hier Van Riebeecks interesse voor de Kaap. De retourvloot kwam in augustus in Nederland aan, ‘dat een groote roep in Nederlant gemaect heeft, soo een treffelycke vloote van 12 cappytale schepen all salvo overgecomen waren’. Van de Heren XVII kreeg hij op 28 september als beloning de gebruikelijke gouden erepenning met ketting ter waarde van zeshonderd gulden.

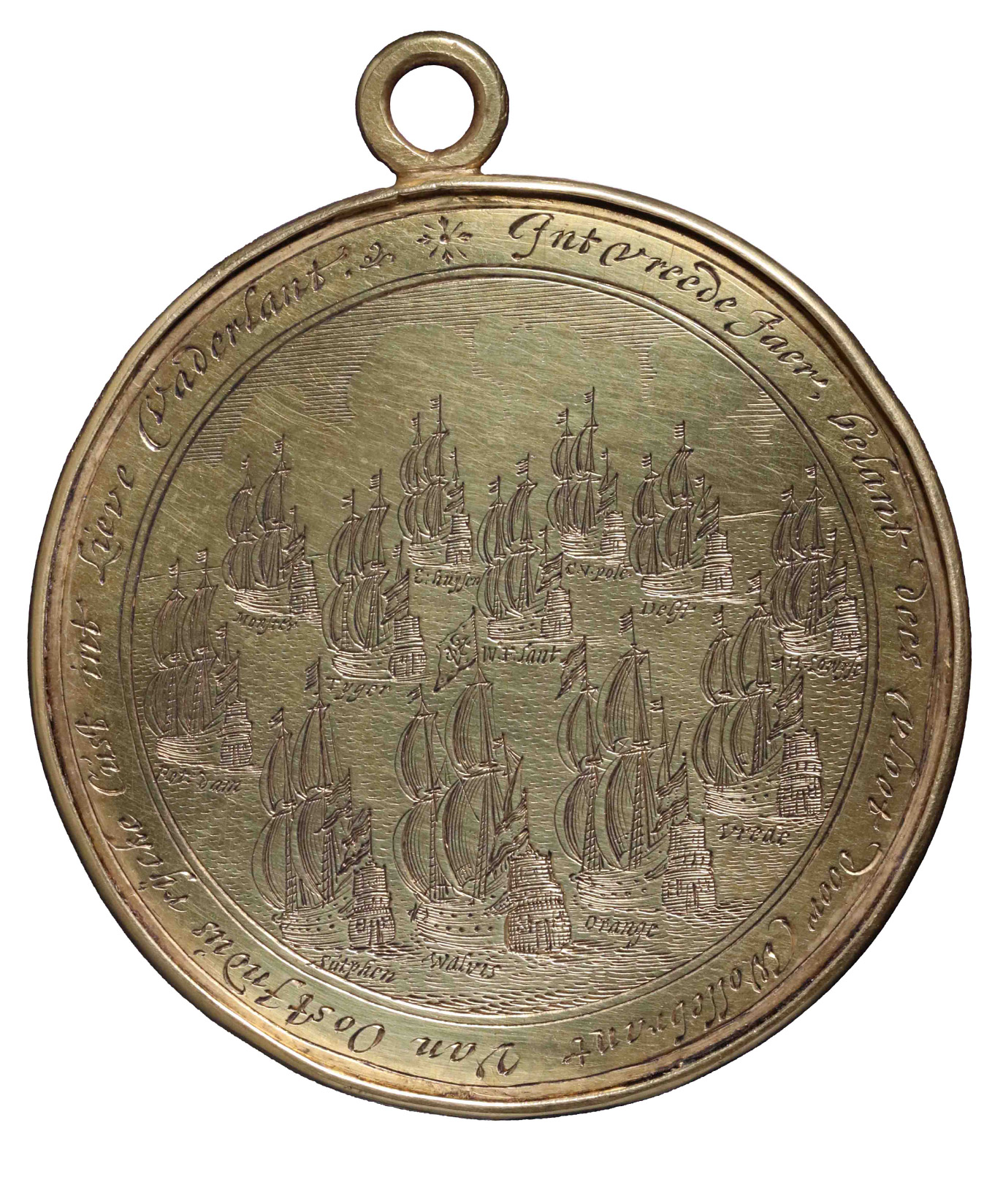
Erepenning van Wollebrant Geleinsz. De schepen van de retourvloot op de achterkant.

Eenmaal terug in Alkmaar genoot Geleyns van zijn renteniersbestaan. Hij kocht een huis aan de Langestraat en een stuk grond met boerderij in de Schermer. Hij trad op als weesmeester en later regent van het Burgerweeshuis. Hij stierf 28 januari 1674 ongehuwd op 80-jarige leeftijd. Hij liet iets meer dan de helft van zijn vermogen na aan de nazaten van zijn broers en iets minder dan de helft aan het Weeshuis, de diaconie en de Grote Kerk, waar hij ook begraven werd. Zijn grafzerk bevindt zich in de noorderzijbeuk.
Van zijn 35-jarige loopbaan bij de VOC liet hij een enorm archief na met kopieën van honderden door hem geschreven en ontvangen brieven en al zijn handelsjournalen en grootboeken. De verzameling is tegenwoordig onderdeel van het Nationaal Archief.

## Portretten

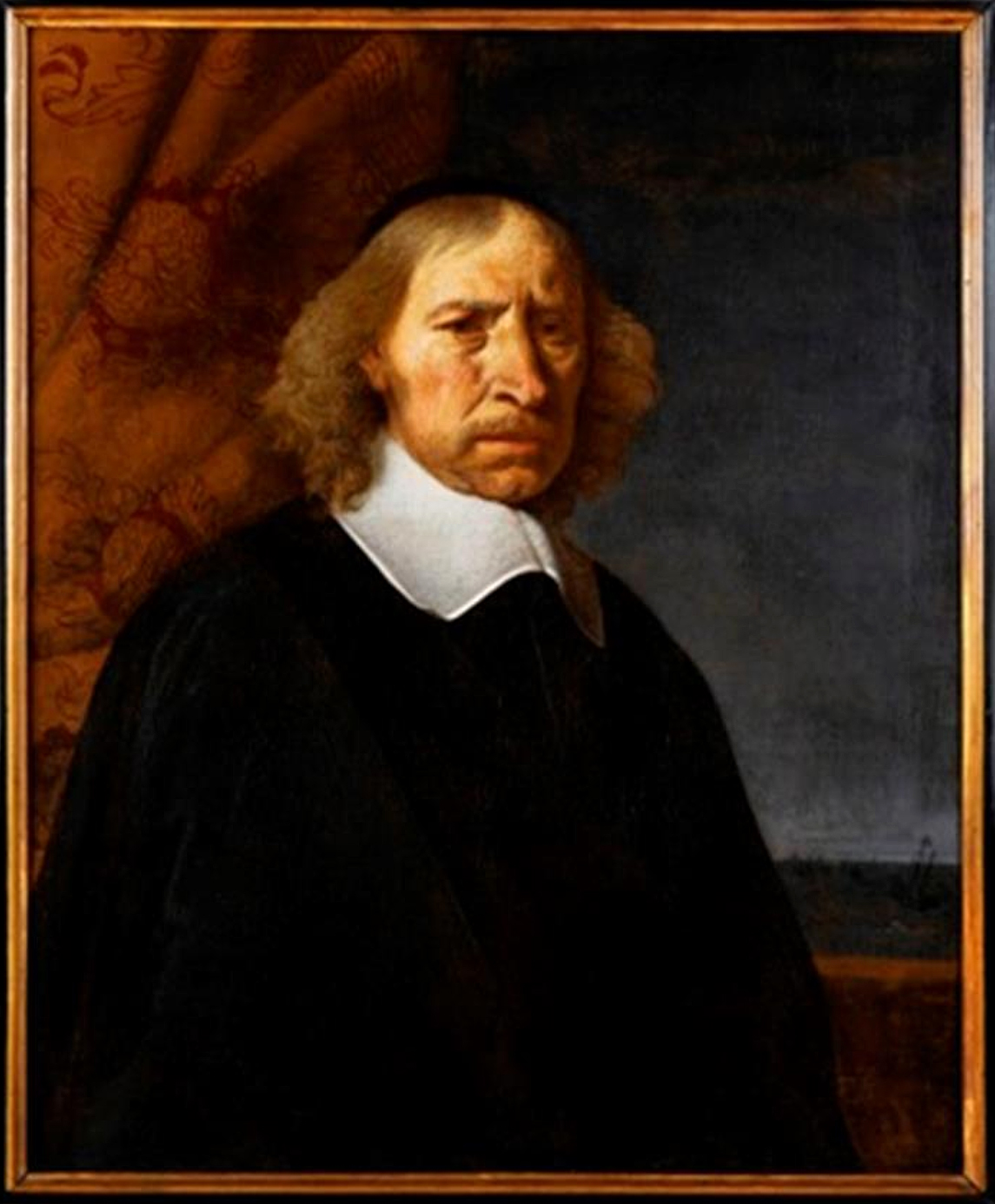
Wollebrant Geleynsz. de Jongh.

Kort na zijn terugkomst liet hij een schilderij maken van de retourvloot van 1648 op de rede van Batavia. Ook liet hij zich portretteren door de Alkmaarse schilder en stadsgenoot Caesar van Everdingen. Op het schilderij is hij ten voeten uit geschilderd in de hoedanigheid van commandeur van de retourvloot. De ketting met erepenning hangt om zijn hals en met zijn commandeursstaf wijst hij naar de retourvloot op de rede van Batavia. Het schilderij werd nagelaten aan het Alkmaarse burgerweeshuis waar het diende als stichtend voorbeeld voor de andere weeskinderen. Tussen 1811 en 1849 bevond het zich in het Kostershuis van de Grote of Sint-Laurenskerk, waarna het weer bij het weeshuis terugkeerde. Van 1875 tot 1883 nam het Stedelijk Museum Alkmaar het in bruikleen totdat het in 1883 door de regenten van het weeshuis aan het museum werd geschonken.  Er is ook nog een later portret van omstreeks 1664, ook geschilderd door Van Everdingen. 